# Barkóczy Sándor (tanácsos)
Doktor szalai és tavarnai báró Barkóczy Sándor (Nagyazar, 1857. december 16. – Budapest, 1925. május 24.) miniszteri tanácsos, császári és királyi kamarás.

## Élete
Barkóczy Mihály báró és Rudnyánszky Auguszta bárónő harmadik gyermekeként született. Középiskoláit Sátoraljaújhelyen és Kalocsán, jogi tanulmányait pedig Kassán és Budapesten végezte, ez utóbbi helyen az államtudományok doktorává avatták. Ezután köztisztviselői pályáját Zemplén vármegye aljegyzőjeként kezdte meg. 1878-tól már Budapesten működött, előbb az Igazságügyminisztériumnál, egy év múlva pedig már a Vallás- és Közoktatásügyi Minisztériumnál. Végigjárva a ranglétrát 1904-ben nevezték ki miniszteri tanácsossá, mely pozícióját több mint 6 évig töltötte be, mint a középiskolai ügyosztály vezetője. Később császári és királyi kamarássá is kinevezték. Buzgó hívőként részt vett több katolikus mozgalomban is.

### Családja
1895. július 3-án, Budapesten feleségül vette mucsinyi Repeczky Anna Margitot (1869–1954), aki hat gyermeket szült neki:
- Sándor Mária (1896. május 2.–1925. február 23.)
- Imre Mária (1898. december 14.– ?)
- Mária Margit Etelka Michaela (1900. augusztus 20.–1988. június 23.), férje: Pierre Crouy-Chanel gróf (1896. január 8.-1976. június 21.)
- Mihály
- Mária Erzsébet (1905. július 25.–1943), első férje: okolicsnói Okolicsányi Zénó, második férje: Tóthvárady-Asbóth Miklós (1902. március 6.– ?)
- Magdolna (1911. július 25.–1980. november 5.), férje: pelsőczi Hámos István (1905. július 25.–1983)